# Djiddéo Foulbé
Djiddéo Foulbé (ou Djidewo) est une localité du Cameroun située dans l'arrondissement de Ndoukoula, le département du Diamaré et la région de l’Extrême-Nord. Elle fait partie du canton de Zongoya.
Situé au sud par le moyo Boula, à l'est par Tchabewa, à l'ouest par Makoumba, et Gazawa au nord. Le quartier des modestes et valeureux hommes. C'est le cas de chef de la famille Kaigama Mamoudou qui était notable à la chefferie de lawanat de Zongoya, il a servi pendant plus 30 ans.  Ses enfants et ses petits fils sont considérés comme les autochtones de cette localité. Abdou Mamoudou, Ndjidda Mamoudou, Kari Mamoudou, Hadidja Mamoudou, Salahadine Abdou, Youssoupha Abdou, Djouleiha Abdou, Amira Abdou...
Djiddeo compte aujourd'hui une école primaire et une école maternelle. Les principales activités sont l'agriculture et l'élevage bovin. L'oignon, la tomate, l'arachide, le mil rouge pendant la saison pluvieuse, le mil blanc ou jaune pendant la période communément appelé Karal.
À sa tête, la localité a un chef de 3e degré, sa majesté Madarou Daifourou Alikoura, le fils aîné de l'actuel célèbre lawane de Zongoya.

## Population
En 1975, la localité comptait 179 habitants, des Peuls.
Lors du recensement de 2005, on y a dénombré 315 personnes.